# کارل هشتم
کارل هشتم سوئد (سوئدی: Karl VIII؛ دانمارکی: Karl Knutsson; زاده ۵ اکتبر ۱۴۰۹ – درگذشته ۱۴ مهٔ ۱۴۷۰) پادشاه سوئد (۱۴۴۸–۱۴۵۷، ۱۴۶۴–۱۴۶۵ و از ۱۴۶۷ تا زمان مرگش در ۱۴۷۰) و پادشاه نروژ (۱۴۴۹–۱۴۵۰) بود.